# خوان کارلوس فالکن
خوان کارلوس فالکن (انگلیسی: Juan Carlos Falcón؛ زادهٔ ۱۹ نوامبر ۱۹۷۹) بازیکن فوتبال اهل آرژانتین است.
از باشگاه‌هایی که در آن بازی کرده‌است می‌توان به باشگاه فوتبال گودوی کروز، باشگاه فوتبال ولز سارسفیلد، باشگاه فوتبال راسینگ کلوب آویاندا، و باشگاه فوتبال کرتارو اشاره کرد.